# Zoocenologija
Zoocenologija je veda katera proučuje živalske vrste in je bistveno manj razvita veja ekologije kakor fitocenologija.
Pri svojem delu uporablja drugačne metode. Večinoma raziskovalci zoocenoz tudi ne proučujejo 
celostno kakor fitocenologi, temveč le v okviru posameznih taksonomskih skupin, kot so npr. ptice,sesalci metulji ipd.